# アンヒドロテトラサイクリンモノオキシゲナーゼ
アンヒドロテトラサイクリンモノオキシゲナーゼ（anhydrotetracycline monooxygenase）は、テトラサイクリン生合成酵素の一つで、次の化学反応を触媒する酸化還元酵素である。
アンヒドロテトラサイクリン + NADPH + H+ + O2 {\displaystyle \rightleftharpoons } 12-デヒドロテトラサイクリン + NADP+ + H2O
この酵素の基質はアンヒドロテトラサイクリン、NADPH、H+とO2で、生成物は12-デヒドロテトラサイクリン、NADP+とH2Oである。
組織名はanhydrotetracycline,NADPH:oxygen oxidoreductase (6-hydroxylating)で、別名にATC oxygenase、anhydrotetracycline oxygenaseがある。